# Lutzomyia cajamarcensis
Lutzomyia cajamarcensis är en tvåvingeart som beskrevs av Galati E. A. B., Cáceres A., Le Pont F. 1995. Lutzomyia cajamarcensis ingår i släktet Lutzomyia och familjen fjärilsmyggor.
Artens utbredningsområde är Peru. Inga underarter finns listade i Catalogue of Life.